# Haiz
Haiz (reso graficamente HΔIZ) è il primo EP della cantante statunitense Hailee Steinfeld, pubblicato il 13 novembre 2015.

## Tracce
1. Love Myself – 3:38
2. You're Such A – 3:36
3. Rock Bottom (con i DNCE) – 3:18
4. Hell Nos and Headphones – 3:50

Tracce nell'edizione Deluxe
1. Starving (con Zedd) – 3:01
2. Rock Bottom
3. Let It go (James Bay Cover) – 3:59
4. Love Myself (Acoustic) – 2:42
5. Hell Nos and Headphones – 3:36
6. Fragile (con Prince Fox) – 3:36
7. Flashlight – 2:58

## Classifiche
| Classifica (2015) | Posizione massima |
| ----------------- | ----------------- |
| Canada            | 38                |
| Giappone          | 76                |
| Stati Uniti       | 57                |